# Сепаратор трибоелектричний

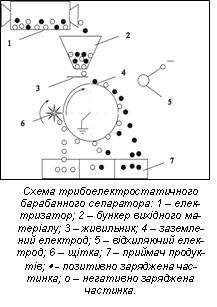

Сепаратор трибоелектричний (рос. сепаратор трибоэлектрический, англ. triboelectric separator, нім. triboelektischer Scheider m) — електричний сепаратор в якому вихідний сипучий матеріал розділяється на компоненти після набуття ними тертям в електростатичному полі різного за величиною трибоелектричного заряду. Вихідні матеріали-непровідники одержують заряд внаслідок тертя.
В трибоелектричних сепараторах поле може бути однорідним і неоднорідним. Середовище сепарації — повітря. Використовуються в основному трибоелектричні сепаратори барабанні, камерні, лоткові і трубчаті.
Розділення відбувається в електростатичному полі. Заряджання частинок проводиться безпосередньо перед сепарацією шляхом їх інтенсивного перемішування, при цьому одні частинки отримують тільки позитивні заряди, інші — тільки негативні. Матеріал надходить на заземлений електрод — барабан, що обертається, напроти якого розташований електростатичний електрод (часто циліндричної форми). Електроди знаходяться під високим потенціалом. Частинки, заряджені позитивно, відхиляються до негативного електрода. Негативно заряджені частинки утримуються на барабані і потрапляють у відповідний приймач (рис.).
Приклади:
- 1. Triboelectric separator with mixing chamber and pre-separator: Пат. 5944875 США, МПК{6} В 03 З 3/30 / Stencel John M., Schaefer John L. Ban Heng, Neathery James K., Li Tianxiang; University of Kentucky Research Foundation. — N 08/734983; Заявл. 22.10.96; Опубл. 31.08.99). Трибоелектричний сепаратор включає змішувальну камеру з двома завантажувальними каналами і пристроєм для попередньої сепарації, камеру для сепарації з двома електродами і джерело струму з регульованою напругою для подачі на один з електродів позитивного, а на іншій негативного потенціалу. У пристрої для попередньої сепарації заряд частинок створюється за рахунок зіткнення частинок, що поступають з великою швидкістю назустріч один одному із завантажувальних каналів, розташованих діаметрально протилежно один одному. Пристрій для попередньої сепарації і сепараційна камера обладнані розвантажувальними каналами, що забезпечують транспортування і подальше акумулювання розділених частинок.

- 2. Групою працівників Верхньодніпровського ГМК у співдружності з науково-дослідними інститутами була розроблена технологія розділення мінералів-діелектриків дистену й кварцу, що мають близькі електрофізичні властивості. Створений, трибоелектростатичний сепаратор СТЕ, в основу роботи якого покладений принцип розділення в неоднорідному електростатичному полі мінералів-діелектриків, що попередньо одержали різний заряд одного знака при терті об поверхню підготовчої площини й один об одного. Схема трибосепарації, що включає основну, перечистну й контрольну операції, дала можливість із продукту, що містить 30–40 % кварцу й 50–60 % дистену й силіманіту, одержувати дистеновий концентрат з вмістом 92–93 % дистену, який використовують у виробництві високоглиноземистих вогнетривів, точному литті і при виплавці силуміну. Вилучення дистен-силіманіту в циклі доведення колективного концентрату становить близько 70 %.